# Graz Hauptbahnhof
Graz Hauptbahnhof – stacja kolejowa w Grazu, w kraju związkowym Styria, w Austrii. Jest jedną z najważniejszych stacji kolejowych w Austrii. Stacja łączy ruch dalekobieżny z lokalnym.
Obecny budynek dworca został zbudowany w 1950, na miejscu zniszczonego w czasie wojny starego budynku dworcowego. Dworzec od tego czasu był wielokrotnie przebudowywany, ostatnio w 2001.

## Historia
Od 1825 roku arcyksiążę Johann opowiadał się za połączeniem kolejowym między Dunajem a Adriatykiem, aby połączyć Wiedeń z najważniejszym portem w Trieście. 
21 października 1844 r. otwarto linię kolejową Graz – Mürzzuschlag, a tym samym również Dworzec Południowy w Grazu, wówczas jako plac dworcowy w Grazu, który ostatecznie ukończono w 1847 r. W ramach budowy wytyczono również ulice Annenstraße i Keplerstraße. 
Pierwszy budynek dworcowy został zaprojektowany w 1843 roku przez architekta Moritza von Loehra, miał 89 metrów długości, 15 metrów szerokości i miał wcześniej wybudowaną halę pasażerską, długie łukowe okna i ośmioboczną wieżę zegarową.
W latach sześćdziesiątych XIX ze względu na poprawę koniunktury gospodarczej stacja stała się za mała. Tak więc w latach 1871-1876 pod kierunkiem architekta Wilhelma von Flatticha zbudowano dobudówkę w stylu historyzmu; Poprzedni budynek został rozebrany w 1878 roku. Ta stacja miała dużą centralną salę z trzema dużymi łukowatymi oknami i dwoma niższymi skrzydłami podłużnymi z końcowymi pawilonami. Wyglądem przypominał dworzec kolejowy w Salzburgu, którego hala wygląda tak do dziś.
W lipcu 1900 r. uruchomiono częściowe oświetlenie elektryczne obiektów stacyjnych, a 27 kwietnia 1914 r. całkowicie je podświetlono elektrycznie. 1 kwietnia 1913 roku stacja została przemianowana na Graz Hauptbahnhof.
W 2003 i 2004 roku stacja została uznana przez pasażerów za najpiękniejszą stację w Austrii. W kolejnych wyborach stacja regularnie stawała na podium.
W latach 2005–2008 przebudowano nastawnię z wykorzystaniem technologii elektronicznej (ESTW). Przebudowa odbywała się w trzech etapach. Od 2008 roku wszystkie zwrotnice i sygnalizacja w aglomeracji Grazu są stamtąd centralnie sterowane. 